# نسرين شقير
نسرين شقير هي سيدة أعمال لبنانية والرئيس التنفيذي ل«فيرجن ميغاستور». حصلت على درجة الدراسات العليا في الأعمال من كولومبيا.